# República del Banato

División de la República del Banato entre Rumania, Serbia y Hungría en la Conferencia de Paz de París (1919-1920).

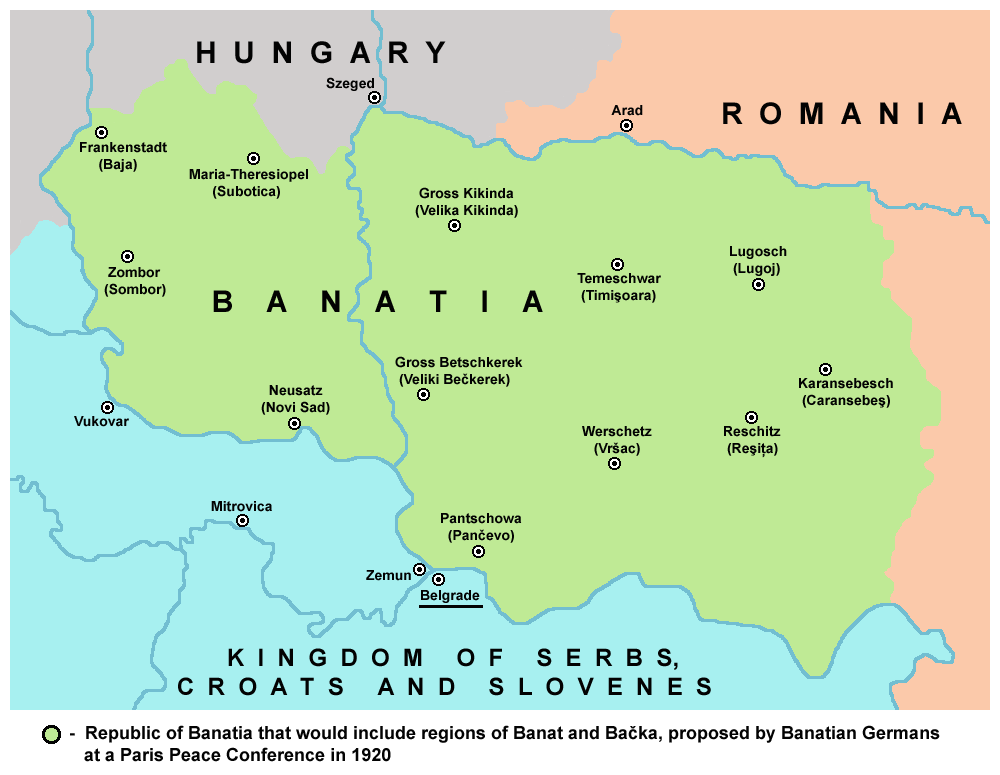
República de Banatia, propuesta por los alemanes del Banato en 1920.

La República del Banato (en rumano: Republica Bănățeană, en alemán: Banater Republik, en serbio: Banatska republika / Банатска република, en húngaro: Bánáti Köztársaság) fue un estado de corta duración proclamado en Timișoara el 1 de noviembre de 1918, al día siguiente de la disolución del Imperio austrohúngaro. Reconocida solo por Hungría, la república fue invadida por el ejército de la vecina Serbia el 15 de noviembre. El año siguiente, su territorio se dividió principalmente entre el Reino de los Serbios, Croatas y Eslovenos y Rumania.

## Orígenes
El Banato es una región geográfica natural en la llanura de Panonia. Desde 1552, fue una provincia otomana llamada Eyalato de Temeşvar. Después del Tratado de Passarowitz de 1718, la región se convirtió en una provincia de los Habsburgo, llamada Banato de Temeswar. Esta provincia fue abolida en 1778. Entre 1849 y 1860, la región de Banato, junto con Bačka y Sirmia, formaba parte de una nueva provincia de los Habsburgo, el Voivodato de Serbia y Banato de Tamis. La capital de todas estas provincias era Timișoara.

## Historia
El 31 de octubre de 1918, los grupos étnicos que vivían en la región del Banato establecieron sus propios consejos militares: rumanos, húngaros, los alemanes étnicos conocidos como suabos del Banato, judíos y serbios. En una reunión, el doctor Otto Roth, miembro del Partido Socialdemócrata, propuso la creación de un Consejo Popular Banato autónomo, con representantes de cada grupo étnico, pero los oficiales rumanos se distanciaron de este objetivo mientras no hubiera una resolución oficial sobre el asunto del Consejo Nacional Rumano.
Los principales miembros del Partido Socialdemócrata decidieron proclamar la república al día siguiente, y el 1 de noviembre de 1918, Roth proclamó la República del Banato desde el balcón del Consejo Local de Timişoara. El gobernante civil de la República era el doctor Roth, mientras que el comandante militar era el húngaro Albert Bartha (que también serviría como ministro de Defensa de la República Popular de Hungría a partir del 9 de noviembre de 1918). El Gobierno de Hungría reconoció la independencia de la República del Banato.
El mismo día tuvo lugar la reunión de fundación del Consejo Popular del Banato, con veinte miembros del consejo de la ciudad, sesenta miembros de los consejos militares nacionales, cuarenta representantes de los consejos obreros y setenta de los partidos burgueses. Se eligió un comité ejecutivo de veinte miembros. Los límites del mismo eran los ríos que lo rodeaban, siendo su frontera natural sur el Danubio, al oeste el Tisza y al norte el Mureș; el este estaba cubierto por los Cárpatos meridionales.
Sin embargo, los rumanos, el grupo étnico más grande, no querían autonomía, sino más bien la unificación con Rumania.
El 4 de noviembre, el Consejo Popular del Banato organizó escuadrones militares y una guardia civil para establecer el control sobre el territorio del Banato. Sin embargo, el 15 de noviembre, catorce días después de la declaración de independencia, las tropas serbias entraron en el Banato y pusieron fin a la República. Los consejos nacionales fueron desmantelados por la nueva administración serbo-croato-eslovena el 21 de febrero de 1919. Algunos meses más tarde, tras la elección de Alba-Iulia y la Gran Asamblea Popular en Novi Sad, la región del Banato se dividió principalmente entre Rumania y el Reino de los Serbios, Croatas y Eslovenos.
El 16 de abril de 1920, los alemanes étnicos suabos del Banato enviaron un pedido a la Conferencia de Paz de París en el que solicitaron el restablecimiento de la República del Banato, ahora llamada la República de Banatia; esta nueva república estaba ideada para incluir no solo el Banato, sino también la región vecina de Bačka. La república se dividiría en cantones, cada uno administrado por pluralidad o el grupo étnico mayoritario. Sin embargo, esta propuesta fue rechazada.
Actualmente, esta república ocuparía los distritos rumanos de Timiş y Caraș-Severin, y una pequeña parte de los distritos de Arad y Mehedinți; la mitad de la provincia serbia de Voivodina y una pequeña parte del condado húngaro Csongrád.

## Población
La población de la república era de 1.582.133 personas, de los cuales 592.049 (37,42%) eran rumanos, 387.545 (24,50%) alemanes étnicos, 284.329 (17,97%) serbios y 242.152 (15,31%) húngaros, con un menor número de otros grupos étnicos como eslovacos, croatas, búlgaros del Banato y rusinos de Panonia. La composición religiosa era la siguiente: 855.852 (54,10%) eran cristianos ortodoxos, 591,447 (37,38%) eran católicos, con una dispersión de partidarios de otros grupos religiosos como calvinistas, luteranos y judíos.